# ワッデン海

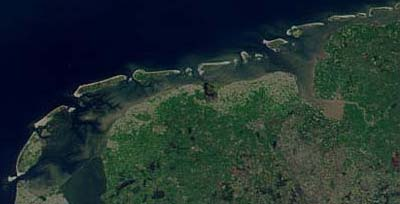
ワッデン海の南西部の衛星写真

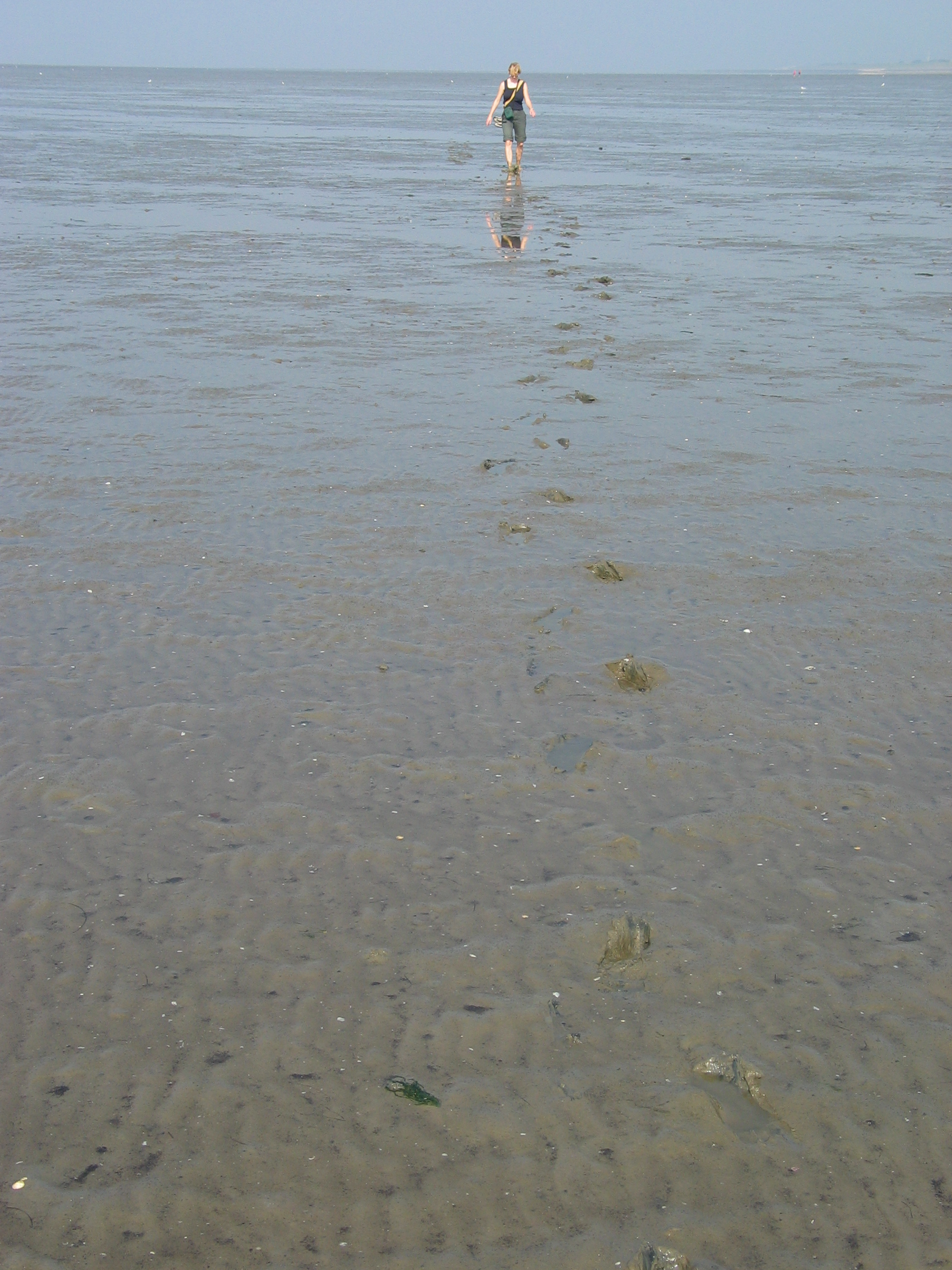
ドイツ、ヴィルヘルムスハーフェン付近のワッデン海

ワッデン海（ワッデンかい、オランダ語: Waddenzee、西フリジア語: Waadsee、低ザクセン語: Wattensee、オランダ低ザクセン語:Waddenzee、ドイツ語: Wattenmeer、デンマーク語: Vadehavet、英語: Wadden Sea）あるいはワデン海（ワデンかい）は、北西ヨーロッパ大陸の一部と北海の間に横たわる水域とそれに関連する海岸の湿原の名前である。

## 概説
ワッデン海は、南西端のオランダのデン・ヘルデルから、ドイツのニーダーザクセン州、ハンブルク、シュレースヴィヒ＝ホルシュタイン州の河口をいくつか越えて、北端のデンマークのエスビャウ北部のスカリンゲンまで、全長約 500 km にわたって、約 10,000 km2 の面積に広がっており、オランダ国内の主要な港として東側にハルリンゲン港が、西側にデンヘルデル海軍基地がある。
オランダのワッデン海は、中世の海進によって生じたゾイデル海の外洋（北）側部分であったが、1932年に完成した締め切り大堤防によって内陸（南）側のアイセル湖と分断された。
ワッデン海は、陸と海が絶えずせめぎあうこの地の、干満のある広大な干潟やそれより深い溝そして群島に代表される。その地形は、大部分が激しい潮流によって形成された。

ワッデン海はバリアー島、感潮水路、砂州、海草の藻場、ムール貝の密生地、干潟、塩性湿地、三角江、砂浜、砂丘などの多様な地形、そして豊かな動物相、鳥類相と植物相で知られている。ゼニガタアザラシ、ハイイロアザラシ、ネズミイルカなどの海洋哺乳類および渡り鳥をはじめとする数多くの動植物が生息している。今日、ワッデン海の大部分は、周辺3か国の協力で保護されており、フリースラント諸島を含む13カ所がラムサール条約登録湿地となっている（デンマークにデンマーク・ワッデン海諸島海域の1カ所、ドイツに北フリジア諸島、東フリースラント諸島、ヤーデ湾、エルベ川とヴェーザー川の河口を含む5カ所、オランダに西フリースラント諸島のスヒールモニコーフ島、 アーメラント島、テルスヘリング島、フリーラント島、テセル島を含む7カ所）。また、ドイツ国内のワッデン海はユネスコの生物圏保護区に指定されている。オランダ国内のワッデン海域も過去に指定されたが、後にのオランダ農業・自然・食品品質省により登録が撤回された。
オランダ、デンマーク、ドイツの各国政府は、ワッデン海の保護と保存のため1978年から共に活動しており、協力は、政治的問題のほか管理、監視、調査にも及ぶ。1982年にワッデン海の保護のための対等の活動と方策について合意され「ワッデン海の保護に関する共同宣言」が採択され、1997年には、ワッデン海地域の保護と持続可能な管理のための共通政策および管理計画を策定した。2002年には、3ヵ国共同での申請に基づき国際海事機関（IMO)がワッデン海を特別敏感海域に指定した。
フリース人の一部は、ワッデン海でワドローペンと呼ばれる伝統的なスポーツすなわち泥歩きのレクリエーション、つまり引き潮の海を歩き回ることを習慣的に行う。
なお、地名は「干潟の海」の意であり、水深 10 m 以内の泥海が広がる。

## 世界遺産
2009年の第33回世界遺産委員会でまずドイツ、オランダの保護区（長さ約 400 km、面積約 10,000 km2 にわたる海岸線一帯）が登録され、2014年の第38回世界遺産委員会での拡大によって、デンマークの保護区も対象となった。

### 登録基準
この世界遺産は世界遺産登録基準のうち、以下の条件を満たし、登録された（以下の基準は世界遺産センター公表の登録基準からの翻訳、引用である）。
- (8) 地球の歴史上の主要な段階を示す顕著な見本であるもの。これには生物の記録、地形の発達における重要な地学的進行過程、重要な地形的特性、自然地理的特性などが含まれる。
- (9) 陸上、淡水、沿岸および海洋生態系と動植物群集の進化と発達において進行しつつある重要な生態学的、生物学的プロセスを示す顕著な見本であるもの。
- (10) 生物多様性の本来的保全にとって、もっとも重要かつ意義深い自然生息地を含んでいるもの。これには科学上または保全上の観点から、すぐれて普遍的価値を持つ絶滅の恐れのある種の生息地などが含まれる。